# Повіт Кунасірі
Пові́т Кунасі́рі (яп. 国後郡, くなしりぐん, МФА: [kunaɕiɾi guɴ]) — повіт в Японії, в окрузі Немуро префектури Хоккайдо. 1945 року окупований радянськими військами в ході радянсько-японської війни. Територія повіту контролюється Росією, проте саме повіт продовжує існувати в офіційних реєстрах Японії як адміністративна одиниця і самоврядна організація. Згідно з офіційною позицією японського уряду повіт вважається окупованим.